# Європейська федерація карате
Європейська федерація карате (англ. European Karate Federation, EKF) — міжнародна спортивна організація, яка об'єднує національні федерації карате країн Європи. Є однією з континентальних федерацій, що входять до Всесвітньої федерації карате (WKF). Заснована у 1965 році. EKF відповідає за розвиток карате в Європі та організацію континентальних чемпіонатів.

## Історія
Федерацію було створено у 1965 році як Європейський союз карате (англ. European Karate Union, EKU) представниками кількох національних федерацій — Франції, Іспанії, Італії, Великої Британії та інших. Метою було уніфікувати правила змагань і сприяти розвитку карате як спорту.
У 1993 році EKU було перейменовано на Європейську федерацію карате (EKF), щоб гармонізувати назву зі змінами в міжнародній структурі (перейменування IAKF на WKF).

## Структура
EKF об'єднує національні федерації карате з понад 50 країн Європи. Вищим органом є Конгрес, що збирається щорічно. Поточним президентом (станом на 2025 рік) є іспанець Антоніо Еспінос, який також очолює WKF.

## Основні заходи
EKF проводить такі регулярні міжнародні змагання:
- Чемпіонат Європи з карате (щорічно з 1966 року);
- Чемпіонат Європи серед молоді та кадетів;
- Клубні чемпіонати Європи;
- Відбіркові турніри до Європейських ігор та Олімпійських ігор.

## Дисципліни
Змагання EKF охоплюють два основні розділи спортивного карате:
- Куміте — поєдинки;
- Ката — демонстрація формальних технічних комбінацій.

Змагання відбуваються за єдиними правилами WKF з високими стандартами безпеки та суддівства.

## Визнання
EKF визнана Європейськими олімпійськими комітетами як єдина організація, що представляє карате на континентальному рівні.